# Choucador à gorge noire
Pour les autres espèces de spréos, voir Spréo.
Genre
Espèce
Statut de conservation UICN

 LC  : Préoccupation mineure
Le Choucador à gorge noire (Neocichla gutturalis), aussi appelé Spréo à gorge noire, est une espèce de passereaux de la famille des Sturnidae, la seule du genre Neocichla.

## Répartition géographique
On le trouve en Afrique : en Angola, au Malawi, en Tanzanie et en Zambie.

## Sous-espèces
D'après la classification de référence (version 14.2, 2024) du Congrès ornithologique international, cette espèce est constituée des sous-espèces suivantes :
- Neocichla gutturalis gutturalis — sud de l'Angola
- Neocichla gutturalis angusta — Zambie, Malawi et Tanzanie